# Cecilia Flamand

Cecilia Flamand, rollporträtt - SMV - H3 031

Cecilia Lovisa Margareta Flamand, född 20 juli 1860 i Jakob och Johannes församling, Stockholm, död 12 oktober 1922 i Hedvig Eleonora församling, Stockholm, var en svensk balettdansare.  Hon var premiärdansös vid Kungliga Baletten i Stockholm 1883-1909.

## Biografi
Cecilia Flamand var dotter till guldsmedsarbetaren Constantin Flamand och Hedvig Sjöstedt.  Hon var elev vid Kungliga Baletten 1873-77, figurant 1877-81, sekunddansös 1881-83 och premiärdansös 1883-1909. Hon var elev till Charlotta Törner 1880-83. Hon fick 1882 stipendium för att studera dans i Auguste Bournonvilles skola i Köpenhamn. Flamand uppträdde som gästartist vid Hovoperan i Berlin 1884.  
Bland hennes roller nämns Abbedissan i »Robert», Undina, La lithuanieune, Solo espagnole, Spegeldansen i »La ventana» och »Pas des mauteaux». 
Hon räknades som en av de främsta nio ballerinorna vid Kungliga Baletten tiden 1864-1901, jämsides Amanda Forsberg, Hilda Lund, Amalia Paulson, Agnes Christenson, Gunhild Rosén, Jenny Brandt,  Anna Westberg och Victoria Strandin.